# Ákos Hoboth
Ákos Hoboth (* 11. November 1987 in Budapest, Ungarn) ist ein ungarischer Volleyballspieler.

## Karriere
Hoboth begann seine Karriere 2005 in seiner Heimatstadt bei MAFC Mapei Budapest. 2008 wechselte er zu Fino Kaposvár. Mit dem neuen Verein gewann der Außenangreifer dreimal in Folge das Double aus Meisterschaft und nationalem Pokal. Außerdem nahm der Junioren-Nationalspieler mit Kaposvár am Europapokal teil. 2011 wurde er vom deutschen Bundesligisten VC Gotha verpflichtet.